# 埃爾莫維爾 (伊利諾伊州)
埃爾莫維爾（英語：Elmoville）是位於美國伊利諾伊州喬戴維斯縣的一個非建制地區。該地的面積和人口皆未知。

## 地理
埃爾莫維爾的座標為42°15′56″N 90°02′49″W / 42.26556°N 90.04694°W，而該地的平均海拔高度為219米（即718英尺）。